# Loop (música)

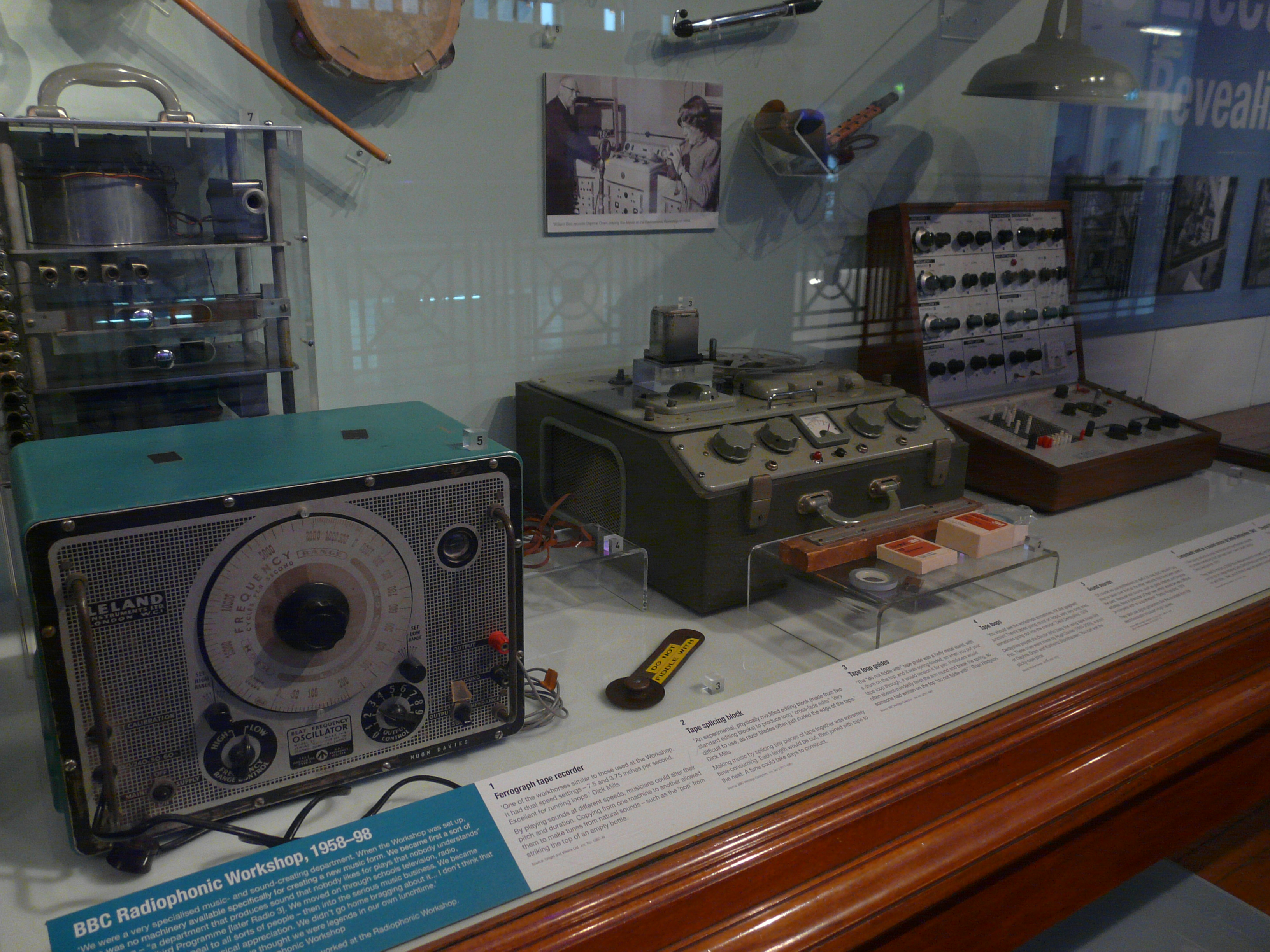
Oficina de Rádio da BBC (1958).

Loop, na música electrónica, é um sample que é repetido. Pode ser produzido por exemplo com recurso a cassetes, delay, ou software de composição de música electrônica, como o FL Studio, Ableton Live Logic Pro, Cubase, Pro Tools, entre outros